# Luis III de Orleans
Luis III de Orleans (3 de febrero de 1549 - 24 de octubre de 1550), era hijo del rey Enrique II de Francia y de la italiana Catalina de Médici. Fue duque de Orleans –título vacante desde la muerte de Carlos II de Valois—, desde su nacimiento hasta su prematura muerte.

## Vida
Después de que Enrique II y Catalina de Médici se casaran, pasaron varios años sin que nacieran hijos. Aunque se probaron varios remedios, ninguno resultó ser eficaz. Según fuentes de la corte, la pareja real se dirigió al médico de la corte Fernel en busca de ayuda para concebir.
Fue bautizado el día de su nacimiento, con el rey Juan III de Portugal y el duque de Ferrara Hércules II de Este, su tío abuelo, como padrinos; y como madrina la reina regente de Escocia, María de Guisa.
Su educación y cuidado fueron confiados a Diana de Poitiers. Sus padres tenían planes para su cuarto hijo. Le reservaron el título de duque de Urbino, que pertenecía a la familia Medici, el de su madre. Sin embargo, su prematura muerte mantuvo este intento alejado de los planes de la familia real.